# Кастелата (Кјети)
Кастелата (итал. Castellata) је насеље у Италији у округу Кјети, региону Абруцо.
Према процени из 2011. у насељу је живело 153 становника. Насеље се налази на надморској висини од 123 м.